# Parthène Ier de Jérusalem
Pour les articles homonymes, voir Parthène.
Parthène Ier (en grec Παρθένιος A', mort en 1770) fut patriarche orthodoxe de Jérusalem de mars/avril 1737 au 28 octobre 1766.